# Melittia haematopis
Melittia haematopis là một loài bướm đêm thuộc họ Sesiidae. Nó được tìm thấy ở Kenya.